# Tossal de les Àligues (Veciana)
El Tossal de les Àligues és una muntanya de 653 msnm del municipi de Veciana, a la comarca de l'Anoia.